# قرطاجنة (كولومبيا)
قرطاجنة أو كارتاخينا حسب لفظها بالإسبانية، واسمها الكامل كارتاخينا دي إندياس (بالإسبانية: Cartagena de Indias، تلفظ بالإسبانية: ‎/kaɾtaˈxena ðe ˈindjas/‏)‏؛ مدينة وميناء بحري كولومبي يطل على الشواطئ الشمالية وهي عاصمة إقليم بولفار ويقطنها مليون وربع المليون نسمة، بناها سنة 1533 القائد الإسباني بدرو دي هيريديا وتم تسميتها نسبة إلى مدينة كارتاخينا، إسبانيا. والجدير بالذكر أن اليونسكو قد وضع في سنة 1984 كلاً من المدينة المسورة القديمة والقلعة التي بنيت لتكون مركز الوجود الإسباني في أمريكا في قائمة مواقع التراث العالمي
رودريجو دي باستيداس كان الأولى في التسمية إلى قرطاجنة «المدينة البطولي».
في 1502، في رحلة التي استمرت أربعة أشهر، رودريغو باستيداس اكتشف كوستا منطقة البحر الكاريبي كولومبيا، ومع أنها، خليج قرطاجنة الهندية، والذي عمد بواسطة وبالتالي تكون مغلقة كما وصفها من قرطاجنة، إسبانيا. وصوله اسم قرطاجنة الغرب في عام 1533 لتمييزه من قرطاجنة ليفانتي في إسبانيا، حيث كان معظمهم من البحارة من بيدرو هيريديا، الذين تأسست في إطار ذلك المكان (حيثما وجد الأصلية مستوطنة تسمى «الحبار») هي التي أجريتها مواتية جداً لساحة قوية.
اسم قرطاجنة هو اشتقاق من "كارتاغو نوفا»، الاسم الذي أعطى الرومان إلى المدينة تأسست من قبل القرطاجيين، قرطًا حدشت (وهيا قرطاج)، حروب بونيقية.

## المناخ
يظهر الجدول التالي التغييرات المناخية على مدار السنة لكارتاهينا:
| البيانات المناخية لـكارتاهينا                                        | البيانات المناخية لـكارتاهينا | البيانات المناخية لـكارتاهينا | البيانات المناخية لـكارتاهينا | البيانات المناخية لـكارتاهينا | البيانات المناخية لـكارتاهينا | البيانات المناخية لـكارتاهينا | البيانات المناخية لـكارتاهينا | البيانات المناخية لـكارتاهينا | البيانات المناخية لـكارتاهينا | البيانات المناخية لـكارتاهينا | البيانات المناخية لـكارتاهينا | البيانات المناخية لـكارتاهينا | البيانات المناخية لـكارتاهينا |
| الشهر                                                                | يناير                         | فبراير                        | مارس                          | أبريل                         | مايو                          | يونيو                         | يوليو                         | أغسطس                         | سبتمبر                        | أكتوبر                        | نوفمبر                        | ديسمبر                        | المعدل السنوي                 |
| -------------------------------------------------------------------- | ----------------------------- | ----------------------------- | ----------------------------- | ----------------------------- | ----------------------------- | ----------------------------- | ----------------------------- | ----------------------------- | ----------------------------- | ----------------------------- | ----------------------------- | ----------------------------- | ----------------------------- |
| الدرجة القصوى °م (°ف)                                                | 40.0 (104.0)                  | 38.0 (100.4)                  | 38.0 (100.4)                  | 38.0 (100.4)                  | 40.0 (104.0)                  | 39.8 (103.6)                  | 39.0 (102.2)                  | 38.0 (100.4)                  | 39.6 (103.3)                  | 39.0 (102.2)                  | 40.0 (104.0)                  | 38.0 (100.4)                  | 40.0 (104.0)                  |
| متوسط درجة الحرارة الكبرى °م (°ف)                                    | 30.6 (87.1)                   | 30.7 (87.3)                   | 30.8 (87.4)                   | 31.2 (88.2)                   | 31.5 (88.7)                   | 31.8 (89.2)                   | 31.8 (89.2)                   | 31.8 (89.2)                   | 31.5 (88.7)                   | 31.2 (88.2)                   | 31.2 (88.2)                   | 30.9 (87.6)                   | 31.2 (88.2)                   |
| المتوسط اليومي °م (°ف)                                               | 26.7 (80.1)                   | 26.8 (80.2)                   | 27.1 (80.8)                   | 27.8 (82.0)                   | 28.3 (82.9)                   | 28.5 (83.3)                   | 28.3 (82.9)                   | 28.4 (83.1)                   | 28.3 (82.9)                   | 28.0 (82.4)                   | 27.9 (82.2)                   | 27.2 (81.0)                   | 27.8 (82.0)                   |
| متوسط درجة الحرارة الصغرى °م (°ف)                                    | 23.9 (75.0)                   | 24.2 (75.6)                   | 24.8 (76.6)                   | 25.6 (78.1)                   | 25.9 (78.6)                   | 25.9 (78.6)                   | 25.6 (78.1)                   | 25.7 (78.3)                   | 25.6 (78.1)                   | 25.4 (77.7)                   | 25.4 (77.7)                   | 24.6 (76.3)                   | 25.2 (77.4)                   |
| أدنى درجة حرارة °م (°ف)                                              | 19.0 (66.2)                   | 19.0 (66.2)                   | 19.0 (66.2)                   | 19.5 (67.1)                   | 19.0 (66.2)                   | 19.0 (66.2)                   | 20.0 (68.0)                   | 18.0 (64.4)                   | 18.5 (65.3)                   | 19.0 (66.2)                   | 19.0 (66.2)                   | 18.5 (65.3)                   | 18.0 (64.4)                   |
| معدل هطول الأمطار مم (إنش)                                           | 1.9 (0.07)                    | 0.5 (0.02)                    | 1.9 (0.07)                    | 22.0 (0.87)                   | 120.3 (4.74)                  | 101.5 (4.00)                  | 119.4 (4.70)                  | 128.9 (5.07)                  | 144.5 (5.69)                  | 238.8 (9.40)                  | 156.9 (6.18)                  | 50.4 (1.98)                   | 1٬087 (42.80)                 |
| متوسط الأيام الممطرة                                                 | 0                             | 0                             | 1                             | 4                             | 10                            | 13                            | 11                            | 13                            | 15                            | 16                            | 12                            | 3                             | 98                            |
| متوسط الرطوبة النسبية (%)                                            | 81                            | 79                            | 80                            | 81                            | 82                            | 82                            | 81                            | 82                            | 82                            | 83                            | 83                            | 82                            | 81                            |
| ساعات سطوع الشمس الشهرية                                             | 272.8                         | 240.1                         | 238.7                         | 210.0                         | 192.2                         | 189.0                         | 207.7                         | 198.4                         | 171.0                         | 170.5                         | 186.0                         | 241.8                         | 2٬518٫2                       |
| ساعات سطوع الشمس اليومية                                             | 8.8                           | 8.5                           | 7.7                           | 7.0                           | 6.2                           | 6.3                           | 6.7                           | 6.4                           | 5.7                           | 5.5                           | 6.2                           | 7.8                           | 6.9                           |
| نسبة وصول أشعة الشمس                                                 | 75.9                          | 66.6                          | 63.8                          | 56.6                          | 49.3                          | 49.5                          | 52.9                          | 51.4                          | 46.8                          | 46.2                          | 53.2                          | 67.7                          | 56.7                          |
| المصدر: Instituto de Hidrologia Meteorologia y Estudios Ambientales ‏ |                               |                               |                               |                               |                               |                               |                               |                               |                               |                               |                               |                               |                               |

## توأمة
لكارتاهينا اتفاقيات توأمة مع كل من:
- نيس
- كامبيتشي
- سان خوان
- قادس
- مانيلا
- إشبيلية
- سانتياغو دي كوبا
- بوغوتا
- فاس (1993 - )
- كارتاخينا (1987 - )

## أعلام

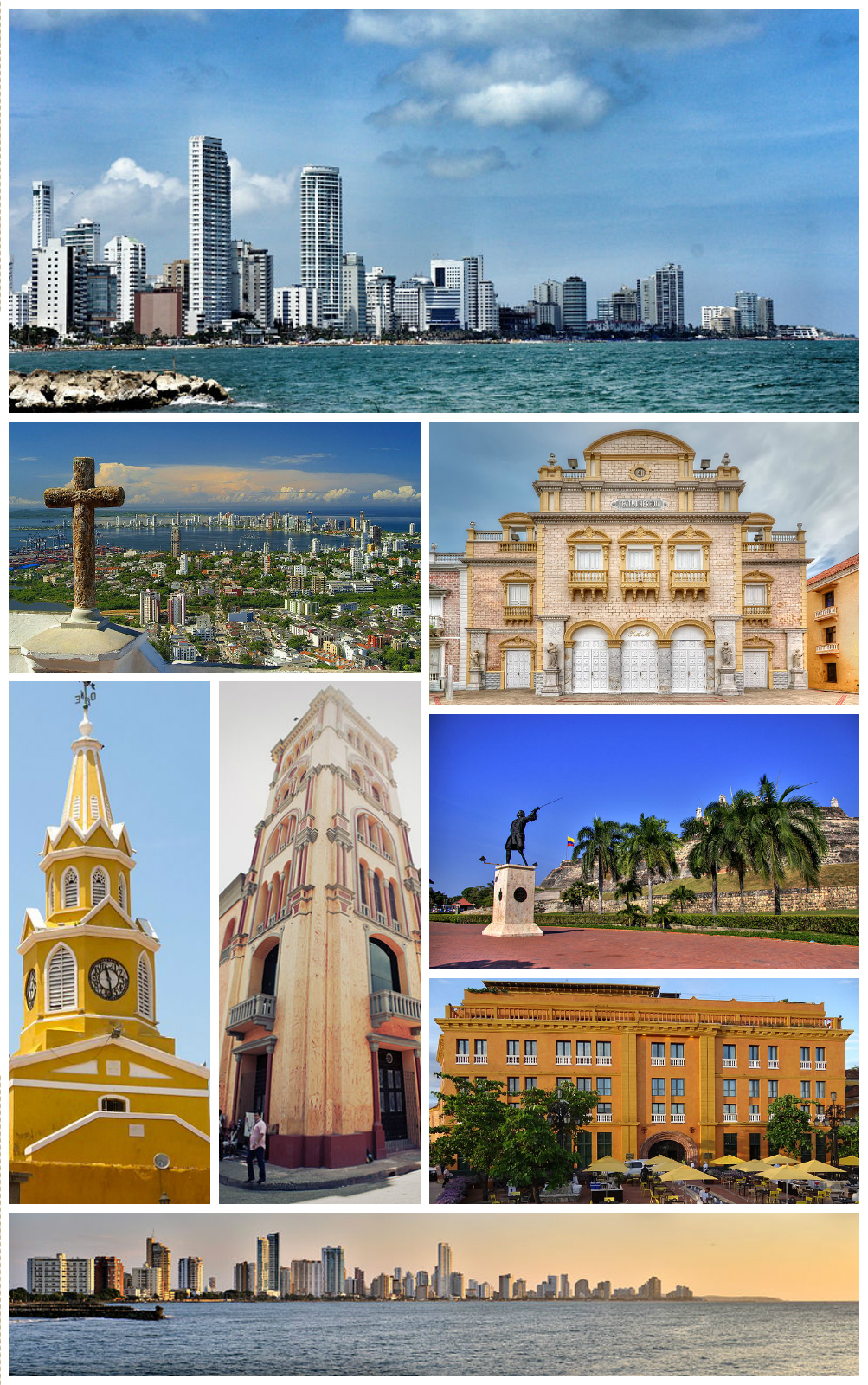
أعلى الصورة: ميناء بوكاجراند. الصف الثاني: منظر لجزيرة سانتا كروز مانغا ، مسرح هيريديا. الصف الثالث: برج الساعة (توري ديل ريلوخ) ، بيلار ريبوبليكانو ، قلعة سان فيليبي باراخاس (كاستيلو دي سان فيليب دي باراجاس) (أعلاه) ، فندق تشارلستون (أدناه). الأسفل: أفق المدينة.

- خوان خوسيه نييتو
- ويلمار باريوس
- إلسون بيسيرا
- أليخاندرو أوريغون
- إيفاريستو ماركيز

## وصلات خارجية
- خريطة مدينة وخليج كارتاخينا دي لاس اندياس